# 公共交通オープンデータチャレンジ
公共交通オープンデータチャレンジは、公共交通オープンデータを用いたアプリケーションを募集するコンテスト。公共交通オープンデータ協議会・国土交通省が主催する。2017年から2021年までは東京公共交通オープンデータチャレンジと称していた。

## 公共交通オープンデータ協議会
主催の公共交通オープンデータ協議会は、公共交通事業関連データ提供（オープンデータ）のワンストップサービス、公共交通情報の標準プラットフォーム構築（IPTS: Intelligent Public Transportation System)等の活動を行う。

### 参加団体
公共交通オープンデータ協議会設立時の30団体
- ウイングアーク1st株式会社
- 株式会社ヴァル研究所
- 小田急電鉄株式会社
- 京王電鉄株式会社
- 京成電鉄株式会社
- 京浜急行電鉄株式会社
- 西武鉄道株式会社
- 全日本空輸株式会社
- ソニー株式会社
- 大日本印刷株式会社

- 東京急行電鉄株式会社
- 東京国際空港ターミナル株式会社
- 東京大学大学院情報学環ユビキタス情報社会基盤研究センター
- 東京地下鉄株式会社
- 東京都交通局
- 東京メトロポリタンテレビジョン株式会社
- 東京臨海高速鉄道株式会社
- 東武鉄道株式会社
- 成田国際空港株式会社
- 日本電気株式会社

- 日本電信電話株式会社
- 日本空港ビルデング株式会社
- 日本航空株式会社
- 日本マイクロソフト株式会社
- 株式会社パスコ
- 東日本旅客鉄道株式会社
- 株式会社日立製作所
- 富士通株式会社
- 株式会社ゆりかもめ
- YRPユビキタス・ネットワーキング研究所

## 第1回受賞作品
- 最優秀賞「Tokyo Trains」日向慧
- 準最優秀賞「HEAVY 4D TOKYO」オギクボ開発株式会社
- 優秀賞「Suiっ都くん」智恵の和
- 優秀賞「トイレファースト」小川芳樹・松原剛・小野雅史・柴崎亮介
- 優秀賞「Conveyal TAUI: Tokyo ODPT」Anson STEWART
- 優秀賞「トーキョーラインズ」池間健仁
- 審査員特別賞「最寄り駅AR表示アプリ」岡田憲司
- 審査員特別賞「遅延報告書ボット」株式会社ビズオーシャン
- 審査員特別賞「Spotifyと駅間所要時間を組み合わせた音楽・広告配信サービス」平尾康幸
- 東京都交通局特別賞「Swite」山田雄太・山田大二朗・田渕義宗・片渕小夜
- 東京都交通局特別賞「東京交通案内」渡海裕未
- 東京都交通局特別賞「PHOTO ROUTE SEARCH」山川宏賢
- 東京都交通局特別賞「Bus Trip」織田拓磨・中西葵・橘ゆりあ
- 東京都交通局特別賞「バスナビAR」宮林健斗・椎橋章・谷口健太朗
- 東京地下鉄特別賞「降ります！乗ります！」株式会社両備システムズ 黒住和奈
- 東京地下鉄特別賞「寄り道Navi」こてつ
- 東京地下鉄特別賞「各駅の魅力を知ることが出来る電車内窓ビジョン広告」山下愛加
- 東京地下鉄特別賞「MUTRAIN」小松広弥・片渕小夜
- 東京地下鉄特別賞「ユニバーサル乗換サポート」SAP Japan サービス部門 デザインシンキング研究会
- 東日本旅客鉄道特別賞「Smooth Transfers」山口由人・五十嵐健太・関山宜孝
- 東日本旅客鉄道特別賞「公共交通オープンデータを用いたウェブ情報の自動検証システム」荻野綾貴・藤原明広（千葉工業大学）
- 東日本旅客鉄道特別賞「Dokoiku?」ジョルダン株式会社 山手政実
- 東日本旅客鉄道特別賞「LOG TRIP TOKYO」河野穣
- 東日本旅客鉄道特別賞「TOKYO宝箱-山手線版」株式会社QOLP
- INIAD特別賞「デジタル遅延証明」越塚毅
- INIAD特別賞「MICHIKUSA」三上大河・斎藤恭兵
- INIAD特別賞「対話型UIによる鉄道運行情報提供サービス「鵠沼ゆい」」西田亘

## 第2回受賞作品
- 最優秀賞「わたしのバス」一般社団法人日本支援技術協会
- 優秀賞「Tokyo Train Alert」Little Bird Solutions
- 優秀賞「Tokyo Station 3D Viewer」株式会社SKcompany
- 優秀賞「dela-sh.info」綿貫圭太
- 優秀賞「Worker Step」羽田野湧太・村松波・玉井亮央
- 審査員特別賞「トーキョーラインズ Ver.2.0」池間健仁
- 審査員特別賞「relocate.tokyo」Fabio Crisci
- 審査員特別賞「とれノッチ」阿部賢太郎
- 審査員特別賞「TransitHQ - Tokyo Subway Directions API」Jason Cheung
- 東日本旅客鉄道特別賞「デジシルベ」Terachan
- 東日本旅客鉄道特別賞「まよワン! じっこくん」SAPジャパン サービス部門デザインシンキング研究会
- 東日本旅客鉄道特別賞「パーソナル発車標アプリ NowStation」株式会社新陽社
- 東京地下鉄特別賞「Amaze the maze at Shinjuku」石室屋正人・岩月憲一・三宅雅矩
- 東京地下鉄特別賞「ヘルプミー＠新宿駅」QOLPデザイナーズ
- 東京地下鉄特別賞「deru」河野大紀
- 東京都交通局特別賞「Fe探くん」亀田遼希
- 東京都交通局特別賞「列車/バス ナビ」大野伸一
- 東京都交通局特別賞「バス乗車支援システム「LACOOL」」園部聡士・佐々木太一
- INIAD特別賞「iStation」同志社大学 宮崎ゼミC班
- INIAD特別賞「TOKYO日程」史経煜・張博宬・高俊軒
- INIAD特別賞「車いすの方向け乗り換えアプリ」豊田信太朗
- INIAD特別賞「ベストフライトショット」同志社大学 宮崎ゼミE班

## 第3回受賞作品
- 最優秀賞「Mini Tokyo 3D」草薙昭彦
- 最優秀賞「UpNext」大澤達蔵
- 優秀賞「わたしの構内図」大里虹平
- 優秀賞「OneDayTrip 日帰り飛行機ナビ」大野伸一
- 優秀賞「バス楽ライド」レシップ株式会社 中村友哉・足立和那・加藤優
- 優秀賞「Tokyo Departure Board」Little Bird Solutions
- 審査員特別賞「いついく？くらべる。Powered by Worker Step」羽田野湧太
- 審査員特別賞「トレなび」奥田顕浩・高橋時市郎
- 審査員特別賞「TYO 3 BRUSHUP」ナカムラカズヒロ
- 審査員特別賞「imacoco ～I'm here～」Team imacoco
- 審査員特別賞「iOS Framework for ODPTData」池間健仁
- 審査員特別賞「イスラム教徒の観光客向け旅行プランナー」日本工営株式会社 中央研究所
- 東日本旅客鉄道特別賞「wiev-map」水藤裕太
- 東日本旅客鉄道特別賞「Sugukuru」Mikael LE GOFF
- 東日本旅客鉄道特別賞「東京会場ロケーター」守山博理
- 東京地下鉄特別賞「とらたる」亀田遼希
- 東京地下鉄特別賞「TOKYOアニめぐり」株式会社研文社
- 東京地下鉄特別賞「シェア散歩」同志社大学経済学部 宮崎耕ゼ4班 石島孝俊・石垣智貴・馬服美季・柳井智花・安田あい
- 東京都交通局特別賞「tobusR」白井洋至
- 東京都交通局特別賞「Tōkyō Day-Pass Search」三井情報株式会社 ものづくりサークル
- 東京都交通局特別賞「どこ？バスのりば」上林知彦
- INIAD特別賞「Sounds of Transport」Umut Karakulak
- INIAD特別賞「Delain!」鎌谷天馬・野崎智弘・池田逸水
- INIAD特別賞「スマートフォンセンサを用いた鉄道ユーザの乗車列車特定手法」野口和宏

## 第4回受賞作品
- 最優秀賞「とらたる（2021年版）」亀田遼希
- 最優秀賞「密予報」羽田野湧太・佐波哲朗
- 最優秀賞「Public Transportation Irregular Event Notifier (PIEN🥺) for Tokyo」草薙昭彦
- 優秀賞「鉄道の運行予測シミュレーションゲーム」藤田真理奈
- 優秀賞「トレなびV2 および列車遅延実績の可視化手法」奥田顕浩・高橋時市郎
- 優秀賞「タイムリー」石橋貴生
- 審査員特別賞「TiMAP ～東京時空間マップ～」nibbles
- 審査員特別賞「Mini Tokyo 3D 2021」草薙昭彦
- 審査員特別賞「Tokyo LIVE Route Map」Mr. Hannes Junnila
- 東日本旅客鉄道特別賞「Human ～Human（人間）×Human（不満）～」同志社大学経済学部宮崎耕ゼミチームええもん 伊藤早紀・高橋陽梨子・谷郷奈々美・林龍之介・村松亮
- 東京都交通局特別賞「TobusR 2」白井洋至
- 東京都交通局特別賞「ナビ助」imigner
- 東京都交通局特別賞「東京バス散歩」小林稜
- INIAD特別賞「traffic viewer」四直運用資料室
- INIAD特別賞「Tokyo TravelKit」王桐泽（Mr. Tongze Wang）
- INIAD特別賞「Tokyo Train Delay（東京遅延情報）」リンピポルパイブルチャノン（Mr. Chanon Limpipolpaibul）・堀口紘平・押久保秀英
- INIAD特別賞「Densha of the Earth～環境にやさしいルート・目的地提案アプリ～」同志社大学宮崎耕ゼミ チーム アントレース 中村彩夏・河野恵輔・矢野壮馬・永井麻衣・新中航輝・上田貫太・加治屋隆太・宮田麗央・大久保潤一・片岡桃乃・山本小百合
- INIAD特別賞「ダイヤグラムメーカー」石野龍太郎・藤森正也・小林冬弥・尾崎創・新井裕生 埼玉大学工学部機械工学・システムデザイン学科

## 東京メトロオープンデータ活用コンテスト
東京メトロオープンデータ活用コンテストは、鉄道事業者として初のオープンデータを提供し、活用したアプリケーションのコンテストである。2014年に開催された。東京公共交通オープンデータチャレンジのきっかけとなった。
- グランプリ「ココメトロ」池間健仁
- 優秀賞「もしもアラーム」Ahiru Factory
- 優秀賞「遅延予報東京メトロ版」株式会社エムティーアイ
- Goodデザイン賞「TOKYOTOKYO」博報堂アイ・スタジオ
- Goodデザイン賞「東京動脈Flow-in」栗山貴嗣
- 10thメトロ賞「地下鉄多言語化MOD」@mima_ita
- 10thメトロ賞「ママのお出かけサポート」gherz（吉田猛）
- 10thメトロ賞「うちカエル」トムソーヤ
- 10thメトロ賞「Metronavi」Nobuhito Ibaraki
- 10thメトロ賞「いまどこ？」日向彗
- 10thメトロ賞「Metro Toilet Finder」hassaku
- 10thメトロ賞「東京メトロエレベーター案内」MetaPGRS
- 10thメトロ賞「TrainNow（トレインナウ）」yukiono
- 10thメトロ賞「ねえ、東京メトロさんこれ見てよ!」株式会社ビッツ
- 10thメトロ賞「四季電車」おこい
- 特別賞「Citymapper」Citymapper